# Natatolana nammuldi
Natatolana nammuldi är en kräftdjursart som beskrevs av Bruce1986. Natatolana nammuldi ingår i släktet Natatolana och familjen Cirolanidae. Inga underarter finns listade i Catalogue of Life.